# Полуботькова Слобода
Полуботькова Слобода (також вживалося — Полубодькова Слобода) — колишня слобода, пізніше хутір. З 1958 року частина села Трубайлівка.

## З історії
За козаччини Полуботькова слобода належала до Трахтемирівської сотні Переяславського полку.
За описом Київського намісництва 1781 року слобода відносилось до Переяславського повіту даного намісництва і у ній нараховувалось 19 хат посполитих, різночинських і козацьких підсусідків.
За книгою Київського намісництва 1787 року у Полуботькова слободі проживало 47 душ. Було у володінні секунд-майора Петра і ад'ютанта Олександра Іваненків.
З ліквідацією Київського намісництва, слобода у складі Переяславського повіту перейшла до Полтавської губернії.
За радянського часу було відоме як хутір, у якому до Другої світової війни проживало близько 40 чоловік.
В травні 1958 р. за рішенням виконавчого комітету Київської обласної ради депутатів трудящих село Трубайлівка, хутори Полубодькова Слобода та Максимівка Трубайлівської сільської ради об'єднано в один населений пункт село Трубайлівка.
У 1970-х роках території колишнього хутора Полуботькова Слобода були повністю затоплені Канівським водосховищем.